# Ermida de Nossa Senhora da Luz (Altares)
A Ermida de Nossa Senhora da Luz é uma é uma ermida portuguesa localizada na freguesia dos Altares, concelho de Angra do Heroísmo, ilha Terceira, arquipélago dos Açores.
Esta ermida de Nossa Senhora da Luz dos Altares foi construída no sítio das Achadas, às margens da Ribeira da Luz, próximo do local onde actualmente existe um pequeno nicho mariano. Foi pertença da família Pereira da ilha do Faial, que neste local era detentora de vastas extensões de terra.
Desta ermida, actualmente pouco mais resta do que vestígios arqueológicos. Fica no entanto o seu registo para a lista de património dos Açores.